# Gris Grimly
Gris Grimly (Indianapolis, 1961. március 17. –) amerikai illusztrátor, festőművész, filmkészítő, író és mesemondó.

## Élete
Gris Grimly az USA középnyugati részén született, s kezdetektől vonzódott a szörnyek és koboldok érdekes és egyben ijesztő világához. A klasszikus horror filmek, képregények, a képzőművészet, és az olyan írók, mint Edgar Allan Poe, Edward Gorey, és H.P. Lovecraft erősen hatottak művészetére. A rajzolással, festéssel John J. Muth miatt kezdett el foglalkozni, aki a Moonshadow című képregény egyik illusztrátora volt. „Fiatal koromban kezembe került a Moonshadow egyik példánya, és elhatároztam, hogy én is olyan rajzokat akarok készíteni. A munkámon ugyan ez nem látszik, de ez volt az, amiért ebbe az irányba mentem.” Az ifjú Gris nyomon követte és magáévá tette olyan zseniális alkotók sötét művészetét, mint Dr. Seuss vagy Jim Henson.
A főiskola után, ahol művészetet tanult, Mr. Grimly Los Angelesbe költözött, hogy kibővítse tapasztalatait és lehetőségeit. Pár jelentősebb stúdió, mint például a Universal Studios szerződtette tervezési munkára. Emellett szabad idejében egyedi miniatűr könyvsorozatokat készített, amelyeknek olyan kinézetük volt, mint a gyermekkönyveknek, de Grimly sötét és torzított stílusában készültek. Ezek a könyvek nagyon ritkák és értékesek. Habár az volt a szándéka, hogy a képregény iparban fog dolgozni, a könyvsorozat juttatta első munkájához, amelynek során gyermekkönyveket kellett illusztrálnia. A The Walt Disney Company társvállalatai, a Harper Collins és a Hyperion Press több munkával is megbízták. A Monster Museum, és az ez után írt könyvei határozták meg a gyermekkönyv illusztrációk újfajta stílusát, ami eléggé szórakoztató volt ahhoz, hogy a gyerekek kedvet kapjanak az olvasáshoz, s a felnőtteknek is ugyanúgy tetszen. E könyveknek sikere tette elismertté Mr Grimlyt, és vezetett oda, hogy az illusztrációi egy tucat könyvben lettek láthatók a következő nyolc évben. Olyan klasszikusok újraalkotásaihoz használták fel rajzait, mint Edgar Allan Poe művei, Pinokkió, és Csipkerózsika, valamint kitalált új karaktereket is a Wicked Nursery Rhymes (Gonosz kis altatók) sorozatában és a Little Jordan Ray's Muddy Spud-ban. Ez az igazán egyedi elképzelés vezetett el a művészetére való igényhez, és országszerte látható kiállításaihoz. Megindult műveinek kiadása, ami még könnyebben elérhetőbbé tette művészetét az érdeklődők számára. Munkáit beválogatták a világ legjobb fantasy és sci-fi művészeit bemutató tekintélyes magazinba is, a Spectrum: The Best In Contemporary Fantastic Art-ba (Spectrum: A Kortárs Fantasztikus Művészet Legjobbjai).
2005-ben találékonysága a filmiparban is megmutatkozott, amikor is megszületett az első rövid filmje, a Cannibal Flesh Riot!, amit ő írt, rendezett, és ő volt a producere is. Ez a film Grimly és Peter Sandorff, The Nekromantix, Schwartzwald Library és Mad Sin nevű együttesek gitárosa közös vállalkozásaként indult. Eredetileg vígjátéknak tervezte, amit filmzene is kísért volna, de a sztoriból végül egy 35 perces rövidfilm lett, amiben főként valódi színészek szerepelnek, de helyenként rajzfilm elemek is megjelennek benne. Sandroff csinált egy bandát (Hola Ghost) azért, hogy zenét írjon a filmhez, és megírja a film főcímdalát. A film megjelent, és sok pozitív kritikát kapott világszerte a filmfelsztiválokon. Tehetségét a jövőben valószínűleg a Gris Grimly's Mad Creator Productions rövidfilmjeinek világában és videóklipek készítésében is kibontakoztathatja.
2008 nyarán Grimly elkészítette és megrendezte a texasi Hellbilly rock banda Ghoultown című videóklipjét. Ez a videó, habár alacsony költségvetéssel készült, egy részét a legendás Magic Castle-ben Hollywoodban forgatták, és Cassandra Peterson remekelt benne, mint Elvira.
Magyarországon az Európa Könyvkiadó gondozásában jelent meg Grimly Edgar Allan Poe's Tales of Mystery and Madness című könyve Edgar Allen Poe: Rémtörténetek – Gris Grimly illusztrációival címmel 2006-ban. Egy másik kapcsolódási pontja hazánkkal, hogy ő tervezte a magyar The Moog zenekar legújabb You raised a vampire című lemezének borítóját is.

## Könyvei
- Frankenstein (2011)
- Edgar Allan Poe's Tales of Death and Dementia, Simon & Schuster (2009)
- Where Madness Reigns: The Art of Gris Grimly, Baby Tattoo Books (2009)
- Sipping Spiders Through a Straw, Scholastic Press (2008)
- The Dangerous Alphabet, Harper Collins (2008)
- The Legend of Sleepy Hollow, Simon & Schuster (2007)
- Santa Claws, Chronicle Books (2006)
- Wicked Nursery Rhymes II, Baby Tattoo Books (2006)
- Grimericks, Marshall Cavendish (2005)
- Little Jordan Ray's Muddy Spud, Baby Tattoo Books (2005)
- Boris and Bella, Harcourt Books (2004)
- Edgar Allan Poe's Tales of Mystery and Madness, Simon & Schuster (2004)
- Creature Carnival, Hyperion Press (2004)
- Wicked Nursery Rhymes, Baby Tattoo Books (2003)
- Pinocchio, Tor Books (2002)
- The Cockatrice Boys, Tor Books (2002)
- Monster Museum, Hyperion Press (2001)

### Magyarul
- Edgar Allan Poe: Rémtörténetek; ill. Gris Grimly, ford. Gy. Horváth László; Európa, Bp., 2006

## Filmjei
- Cannibal Flesh Riot (2006)
- The Craving (2007)
- Zeppo: El Exorcismo (2008)
- Wounded Embark of the Lovesick Mind (2009)

## Videói
- Cannibal Flesh Riot! (2006)
- Mistress of the Dark (2008)

## Fordítás
- Ez a szócikk részben vagy egészben  a   Gris Grimly című angol Wikipédia-szócikk fordításán alapul.  Az eredeti cikk szerkesztőit annak laptörténete sorolja fel. Ez a jelzés csupán a megfogalmazás eredetét és a szerzői jogokat jelzi, nem szolgál a cikkben szereplő információk forrásmegjelöléseként.